# Studi queer
Il termine Studi queer (o in inglese Queer studies) si riferisce allo studio di tematiche relative all'orientamento sessuale o all'identità di genere. Nel panorama statunitense, e anglosassone in generale, c'è un crescente numero di college in cui si svolgono corsi su queste discipline.
Gli studiosi in questo campo per lo più reputano che le persone LGBT (e, secondo alcuni, tutti coloro che hanno un'attività sessuale non-normativa) siano parte de "L'Altro" soggetto a discriminazione (o repressione) fisica e psicologica.
Pertanto operano nella direzione di un potenziamento di questo gruppo di persone, perché possano promuovere cambiamenti nella società e cultura in cui vivono. Particolare enfasi negli studi queer è posta sull'integrazione tra teoria e pratica, con programmi che promuovono il volontariato, il coinvolgimento della comunità e l'attivismo in aggiunta agli studi e alle ricerche accademiche.
Il campo abbraccia lo studio accademico di temi e problemi sollevati nella teoria della letteratura, politologia, storia, sociologia, etica e vari altri ambiti disciplinari attraverso l'esame di identità, vite, storia e rappresentazioni delle persone queer.
Alcuni studiosi fondamentali negli studi Queer comprendono Michel Foucault, Judith Butler, Audre Lorde, John Boswell, Lawrence La Fountain-Stokes ed Eve Kosofsky Sedgwick. In Italia si occupano di studi queer Liana Borghi, Marco Pustianaz, Porpora Marcasciano, Helena Velena.
I metodi e le tecniche degli studi queer comprendono la ricerca di influenze e tematiche queer nelle opere letterarie; l'analisi delle correnti politiche che mettono in comunicazione l'oppressione delle donne, i gruppi vittime di razzismo e altre categorie svantaggiate con quella delle persone queer; la ricerca di figure e tendenze queer nella storia che le/gli studiosi di studi queer reputano essere state ignorate ed escluse dal canone.
Gli studi queer non vanno confusi con la teoria queer, un punto di vista analitico entro gli studi queer che si concentra nell'ambito umanistico -prevalentemente nel campo degli studi letterari e della filosofia.